# A Tour from Bergen to Bandak
A Tour from Bergen to Bandak è un cortometraggio muto del 1916. Il nome del regista non viene riportato nei credit del film, un documentario prodotto dalla Vitagraph in Norvegia.

## Produzione
Il film fu prodotto dalla Vitagraph Company of America.

## Distribuzione
Distribuito dalla General Film Company, il film - un cortometraggio di 100 metri - uscì nelle sale cinematografiche statunitensi il 3 luglio 1916.
Nelle proiezioni, veniva programmato con il sistema dello split reel, accorpato in un'unica bobina con un altro cortometraggio prodotto dalla Vitagraph, la commedia Billie's Mother.